# Paul Sand
Paul Sand (* 5. März 1932 als Paul Stone Sanchez in Santa Monica, Kalifornien) ist ein US-amerikanischer Schauspieler.

## Leben
Sand besuchte mit elf Jahren die Improvisationstheater-Schule von Viola Spolin. Er absolvierte seine Schulausbildung am Los Angeles State College und trat 1960 der Chicagoer Theater-Gruppe The Second City bei. Mit der Revue From the Second City hatte er 1961 an der Seite von Alan Arkin und Barbara Harris sein Broadwaydebüt. Er stand zudem auch Off-Broadway auf der Bühne, unter anderem in der auf dem gleichnamigen Magazin basierenden Revue The Mad Show. Anfang der 1970er Jahre gewann er drei wichtige Theaterpreise; den Tony Award als Bester Nebendarsteller für Story Theatre, sowie zwei Drama Desk Awards.
Bereits seit Mitte der 1960er Jahre war er auch in Film und Fernsehen zu sehen. Er spielte in einigen Hollywoodproduktionen, unter anderem an der Seite von Peter Ustinov in Viva Max!, neben Robert Redford in Vier schräge Vögel sowie mit Barbra Streisand und Ryan O’Neal in Was, du willst nicht?. In seiner fünf Jahrzehnte umspannenden Karriere trat er in Gastrollen in zahlreichen Fernsehserien auf, darunter Verliebt in eine Hexe, Fantasy Island, Magnum, Akte X – Die unheimlichen Fälle des FBI und Sliders – Das Tor in eine fremde Dimension. 1974 hatte er auf CBS seine eigene Sitcom, Paul Sand in Friends and Lovers. Die Serie über die gescheiterten Beziehungen eines Konzertcellisten mit Penny Marshall und Michael Pataki in weiteren Hauptrollen wurde jedoch nach der ersten Staffel mit insgesamt 15 Folgen eingestellt. Zwischen 2003 und 2005 stellte Sand die wiederkehrenden Rolle des Rabbi Polonski in der Serie Die himmlische Joan dar.
2016 gründete Sand das Santa Monica Public Theatre.

## Filmografie (Auswahl)

### Fernsehen
- 1966: Verliebt in eine Hexe (Bewitched)
- 1978: Fantasy Island
- 1978: Wonder Woman
- 1981: Taxi
- 1983: Love Boat (The Love Boat)
- 1985: Cagney & Lacey
- 1985: Mord ist ihr Hobby (Murder, She Wrote, Fernsehserie, 1 Folge)
- 1986: Magnum (Magnum, p.i.)
- 1989: Zurück in die Vergangenheit (Quantum Leap)
- 1991: Harrys wundersames Strafgericht (Night Court)
- 1994: Akte X – Die unheimlichen Fälle des FBI (The X-Files)
- 1994: L.A. Law – Staranwälte, Tricks, Prozesse (L.A. Law)
- 1997: Sabrina – Total Verhext! (Sabrina, the Teenage Witch)
- 1998: Dharma & Greg
- 1999: Sliders – Das Tor in eine fremde Dimension (Sliders)
- 2003–2005: Die himmlische Joan (Joan of Arcadia)

### Film
- 1969: Viva Max!
- 1972: Vier schräge Vögel (The Hot Rock)
- 1979: Was, du willst nicht? (The Main Event)
- 1980: Oh, Moses! (Wholly Moses!)
- 1980: Supersound und flotte Sprüche (Can't Stop the Music)
- 1987: Teenwolf II (Teen Wolf Too)

## Auszeichnungen
- 1971: Tony Award in der Kategorie „Bester Nebendarsteller“ für Paul Sills’ Story Theatre
- 1971: Drama Desk Award in der Kategorie „Beste Performance“ für Paul Sills’ Story Theatre
- 1971: Drama Desk Award in der Kategorie „Beste Performance“ für Ovid’s Metamorphoses